# フラム号

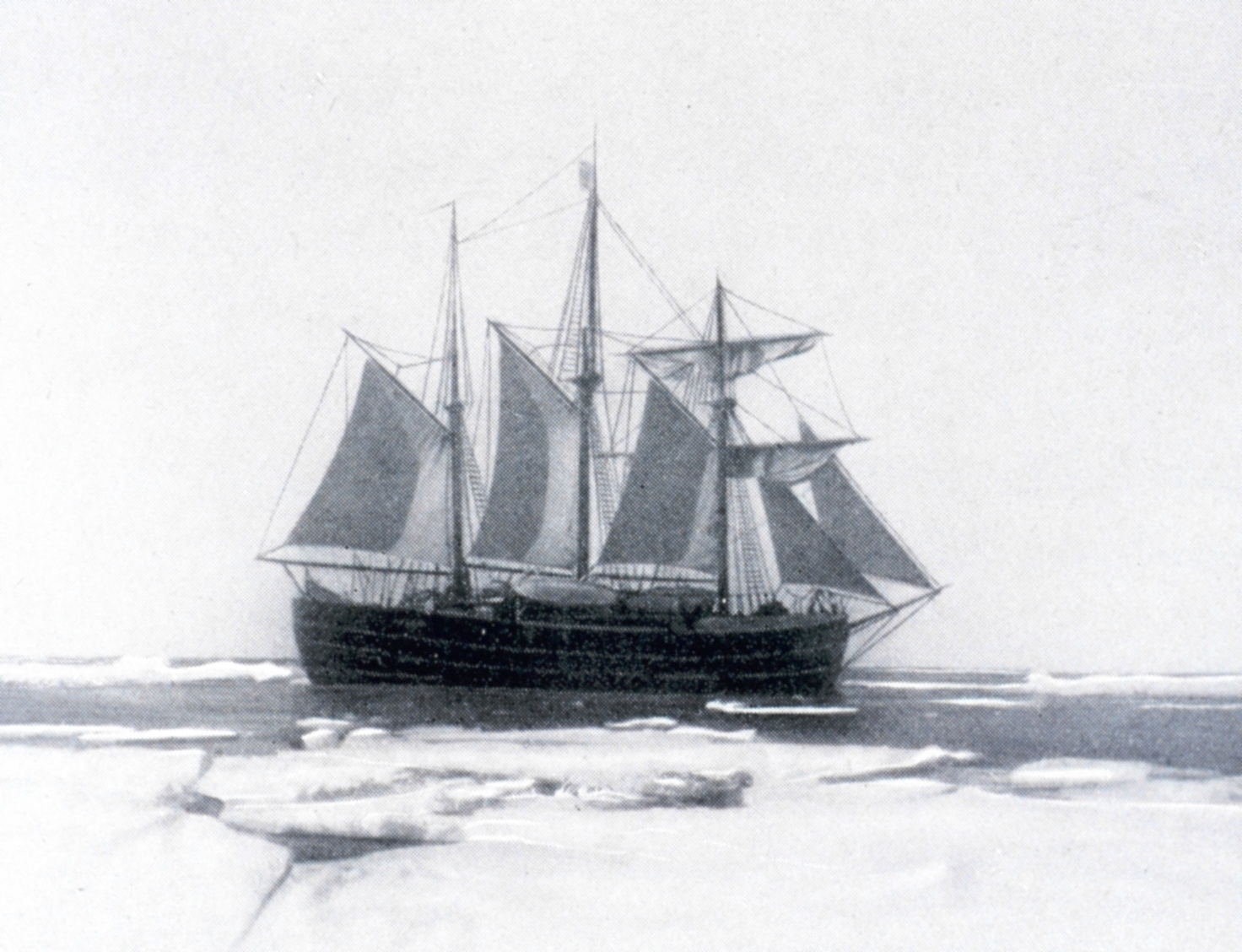
アムンセンの南極探検中。フラム号

フラム号（フラムごう、Fram）とはノルウェー（スウェーデン＝ノルウェー）の探検船。重量402トン、高さ39mの木造スクーナーで耐氷のため丸底になっているのが大きな特徴。フリチョフ・ナンセンの指揮の下に本船を使用し北極海の海氷に閉じ込められたまま漂流するという野心的な観測探検が行われ（ナンセンのフラム号遠征）、その観測成果からV・ヴァルフリート・エクマンが風走流理論を確立したので有名である。

## ナンセンによる探検
ナンセンは北極海における海流の研究の際、シベリア産の松の流木がグリーンランド東岸に漂着したり、シベリア北岸で氷圧のため破壊されたアメリカ探査船ジャネット号の遺物が3年後グリーンランド南東岸に漂着したことなどの事実から、北極海の海流がシベリア北岸からグリーンランドに流れているものと推論した。そしてこれを実証するため氷圧によって破壊されない底が丸い特殊な形の船体をもつ船で氷に閉じ込められ、そのまま漂流すれば上記の説を実証できるとし、フラム号を建造。船底にコルクやフェルトなどを入れて保温効果を高めるようにした。
そして13名の隊員とともに1893年6月にノルウェーを出発した。同年の9月25日シベリア北岸沖で氷に閉じ込められ、そのまま漂流を続け北極海を横断3年後の1896年8月12日、グリーンランド海にてダイナマイトで氷を破り脱出、帰国する。この間、ナンセンは氷上に降りて北極点到達を試みたが果たせなかった。フラム号で行われた観測の成果は、主としてナンセンにより6巻の報告書にまとめられた。主な発見は死水現象、風に対して海流が右偏すること、北極海流系に関するもの、などである。

## その後
1898年から1902年に行われたオットー・スヴェルドルップ指揮のカナダ北部北極海の探検、および1910年から1912年に行われたロアール・アムンセン指揮の南極探検に使われた。
現在、フラム号はノルウェー国民の誇りある歴史的記念物としてオスロ市西部ビグドイ半島地区のフラム号博物館に保存、展覧されており、甲板から船の中まで見学することができる。

## フラム号にちなみ命名されたもの
アムンセンは、南極探検の際にクジラ湾に設営した基地を「フラムヘイム（Framheim、『フラムの家』）」と命名している。
- フラム海峡: 北極海とグリーンランド海を結ぶノルウエーの海峡。
- フラム (クレーター): 火星にあるクレーター。2004年に火星探査機オポチュニティにより発見された。
- 北川フラム: 日本のアートディレクター。「フラム」はフラム号にちなんで父が名付けたという（本名）。